# Emilio Cebrián Ruiz
Emilio Cebrián Ruiz (Toledo, 1 oktober 1900 – Llíria, Valencia, 3 oktober 1943) was een Spaans componist en dirigent.

## Levensloop
Zijn opleiding tot musicus kreeg Cebrián Ruiz in de Banda de Música de la Academia de Infantería de Toledo bij José Blanco. Daarna studeerde hij piano en harmonie bij verschillende componisten en aan het Real Conservatorio Superior de Música de Madrid. Hij was onder andere assistent van Ricardo Villa González, medeoprichter en directeur van de Banda Municipal de Madrid.
In 1924 werd hij dirigent van de Banda de Música de Talavera de la Reina. Hij was ook sinds 1932 dirigent van de Banda de Música de Jaén, die hij tot zijn overlijden gedirigeerd heeft. In Toledo heeft hij ook koren gedirigeerd.
In 1978 werd een monument van Cebrián Ruiz opgesteld in het park Parque Municipal de la Victoria van Jaén, een werk van de kunstenaar Constantino Unquetti.

## Composities

### Werken voor banda (harmonieorkest)
- 1930 - Avellano, pasodoble flamenco
- 1932 - Himno a Jaén, hymne - tekst: Federico de Mendizábal García-Lavín
- 1933 - Ragón-Falez, paso-doble (aanvankelijk benoemd als: Rafaelita González)
- 1934 - ¡Churumbelerías!, paso-doble - tekst: Federico de Mendizábal García-Lavín ¡Churumbelerías! door "Banda Sinfónica Ciudad de Jaén"
- 1934 - Ramón Montes, paso-doble torero
- 1935 - Nuestro Padre Jesús Nazareno «El Abuelo», marcha de procesión
- 1941 - Cristo de la Sangre
- 1941 - Acuarelas Campesinas, apuntes líricos en forma de suite
  1. Crepúsculo
  2. Romería
  3. Las vendimiadoras
  4. Boda en la aldea y final
- 1943 - Macarena, Processie mars
- 1943 - Mari-España, paso-doble andaluz
- 1943 - Alegría mañanera, diana
- 1943 - Jesús Preso, marcha de Semana Santa con saeta - tekst: López Tejera
- Bailén, marcha militar
- Chirris y Pastiras
- El Zoco Toledano
- Evocación, paso-doble marcha española
- Himno a Baeza - tekst: F. R. Haro
- Himno a Úbeda
- Ibis, Danza característica
- Juanito Tirado
- Olímpica Jiennense
- Salve a la Virgen de la Capilla
- Una Noche en Granada, Suite Lírica
  1. Meditación en la Alhambra
  2. Mujer granaína
  3. Fiesta gitana en Sacromonte

### Werken voor gitaar
- Recuerdo a Sevilla, serenade

## Publicaties
- Manuela Herrejón Nicolás: El maestro Emilio Cebrián (Ruiz). Diputación Provincial, Toledo. 1983. 53 p.

- Biblioteca Nacional de España: XX1034957
- International Standard Name Identifier: 0000 0000 5926 9515
- Library of Congress Control Number: n84222971
- Virtual International Authority File: 70344492
- WorldCat: E39PBJfmhxHBY93vCBvpmkPG73